# Huber Heights, Ohio
Huber Heights là một thành phố thuộc quận Montgomery, tiểu bang Ohio, Hoa Kỳ. Năm 2010, dân số của thành phố này là 38101 người.

## Dân số
- Dân số năm 2000: 38212 người.
- Dân số năm 2010: 38101 người.